# Ресторан Київ
Ресторан «Київ» (англ. The Kiev Restaurant) (також відомий як англ. The Kiev Diner («Київська їдальня») або просто англ. The Kiev («Київ»)) був українським рестораном, розташованим в Іст-Вілледж, Нью-Йорк.
Заснований у 1978 році Майклом Гриненком (1954—2004), це місце було колишнім магазином цукерок Луї Остера.
Ресторан протягом більшої частини свого існування був відкритим для бізнесу 24 години на день, 7 днів на тиждень. Він знаходився на 117 Second Avenue, на південно-західному куті перехрестя Другої авеню та Сьомої вулиці. Свого часу цей район був відомий як «пояс П'єроги» через велику кількість українських ресторанів; до 2007 р. залишилось лише небагато, наприклад «Веселка». «Київ» був популярний для українців, які відвідували церкву Святого Георгія. Ресторан був тимчасово закритий у 2000 році його власником. Потім він пережив кілька ремонтів та повторних відкриттів, закрившись назавжди у 2006 році.
Кухня була значною мірою східноєвропейською, хоча типово американською.
Ресторан був місцевим культурним закладом, який славився не лише своєю кухнею та постійною доступністю, але й колоритністю відвідувачів. Поети Аллен Гінсберг і Тед Берріган написали про ресторан «Київ» у власних віршах.